# Времеубежище
„Времеубежище“ е български роман от писателя Георги Господинов, издаден за пръв път в 2020 година в София от издателска къща „Жанет 45“. Централно място в сюжета на книгата е темата за носталгията и паметта.
В 2021 година книгата печели Европейска награда „Стрега“, с превод от Джузепе дел Агата и издадена от издателство „Воланд“. В 2023 година Господинов става първият българин, носител на Международната награда „Букър“ за своя роман „Времеубежище“, преведен на английски от Анджела Родел. На церемонията за връчване на наградата „Букър“ френско-мароканската писателка Лейла Слимани определя романа като „книга, която поставя въпроси на света около нас, но остава вярна на езика си и чиито препратки я правят универсална творба“.

## Чуждестранни издания
- 2021 – на италиански: Cronorifugio, издателство „Воланд“, превод Джузепе дел Агата
- 2021 – на френски: Le pays du passé, издателство „Галимар“, превод Мари Врина-Николов[6]
- 2022 – на английски: Time Shelter, издателство „Уайденфелд енд Никълсън“, превод Анджела Родел
- 2022 – на немски: Zeit Zuflucht, издателство „Ауфбау“, превод Алекзандър Зицман[7]
- 2023 – на испански: Las tempestálidas, издателство „Фулхенсио Пиментел“, превод Мария Вутова и Сесар Санчес
- 2023 – на руски: „Времeубежище“, издателство „Поляндрия No Age“, превод Наталия Нанкинова,[8] тираж 3000 бр.
- 2024 – на шведски: Tidstillflykt, издателство "Ersatz", превод Ханна Сандборг